# Piloto em comando
O Piloto em comando - de uma aeronave e a pessoa designada pelo explorador de uma aeronave responsável por sua operação e segurança em voo. O piloto em comando, mesmo que não esteja manobrando os comandos, será responsável pela operação de acordo com as Regras do Ar, podendo ocasionalmente se desviar quando for absolutamente necessário a fim de atender exigências de segurança.
A definição legal de piloto em comando pode variar ligeiramente de acordo com o país. A definição da ICAO é: "O piloto responsável pela operação e segurança da aeronave durante o tempo de voo." Tempo de voo é definido pela FAA como "O tempo total desde o momento que uma aeronave se move por meios próprios com o objetivo de decolar até o momento de sua parada total no final do voo." Isto normalmente inclui o táxi, que envolve as operações de solo de e para a pista de pouso e decolagem quando o taxiamento é iniciado com intenção de voo com a aeronave.

## Brasil
No Brasil, a  ICA 100-12 - Regras do ar e serviços de tráfego aéreo define "piloto em comando" como:

O piloto designado pelo explorador, sendo o responsável pela operação e segurança do voo.

### Regulamentações do Ministério da Defesa
Conforme a regulamentação brasileira, a ICA 100-12 diz:
- (a) O piloto em comando de uma aeronave terá autoridade decisória em tudo o que com ela se relacionar enquanto estiver em comando.
- (b) O piloto em comando, quer esteja manobrando os comandos ou não, será responsável para que a operação se realize de acordo com as Regras do Ar, podendo delas se desviar somente quando absolutamente necessário ao atendimento de exigências de segurança.

As regras equivalentes da ICAO e de outros países são similares.
No Anexo 2, "Rules of the Air", em seu parágrafo "2.3.1 Responsibility of pilot-in-command", a ICAO declara:
O piloto em comando da aeronave de acordo com as regras do ar deve, manipulando os controles ou não, ser responsável pela operação da aeronave, porém o piloto em comando pode desviar-se destas regras em circunstâncias que sejam absolutamente necessárias para a segurança do voo.
O anexo 2, parágrafo "2.4 Autoridade de piloto em comando da aeronave", acrescenta:
O piloto em comando de uma aeronave tem autoridade final sobre a aeronave, enquanto no comando.
Tanto a FAR 91,3 (b) quanto o Anexo 2 da ICAO, parágrafo 2.3.1, autorizam ao Piloto em comando a substituir qualquer outro regulamento em caso de emergência, e tomar o caminho mais seguro de ação a seu critério exclusivo. Esta disposição se reflete na autoridade dada aos capitães de navios no mar, com justificativas semelhantes. Isso dá ao piloto em comando a autoridade final em qualquer situação que envolva a segurança de um voo, independentemente de qualquer outra legislação ou regulamento.